# 유광 (패효왕)
패효왕 유광(沛孝王 劉光, ? ~ 144년)은 후한 후기의 황족으로, 패헌왕의 현손이다.

## 생애
영초 3년(109년), 아버지 패희왕의 뒤를 이어 패왕에 봉해졌다. 불치병을 앓아, 안제는 유광의 할머니 주(周)로 하여금 유광의 집안을 돌보게 하였다. 주는 예법에 능통하였다. 한안 연간에 주가 죽으니, 순제는 조서를 내렸다.
| “ | 패왕의 할머니인 태부인(太夫人) 주는 성정이 맑고 신중하여 왕을 올바른 길로 이끌었으니, 광록대부를 시켜 비의 인수를 내린다. | ” |

건강 원년(144년)에 죽어 시호를 효라 하였고, 아들 유영이 작위를 이었다.

## 출전
- 범엽, 《후한서》 권6 효순효충효질제기·권42 광무십왕열전

| 선대 아버지 패절왕 유정 | 후한의 패왕 109년 ~ 144년 3월 경자일 | 후대 아들 패유왕 유영 |